# 河井章石
河井 章石（かわい しょうせき、男性、明治9年（1876年） - 昭和31年（1956年））は、京都で活躍した篆刻家。
本来、姓は川井であったが戸籍の記帳ミスから河井となる。京都府京都市出身。

## 略伝
京都寺町二条南の腕利きの印判師として知られる川井仙右衛門の次男として生まれる。兄の河井荃廬と同じく篠田芥津について篆刻を学ぶ。明治36年、荃廬が東京に移り住んだので家業である河井生々軒を引継いだ。また金声印社を結び、多くの篆刻家を育てることに尽力した。
文人系・官印系のどちらの印の制作もこなし、ほとんどの書体を自家薬籠中のものとしたがとりわけ大和古印体に優れた。また富岡鉄斎の自用印を集めた『無量壽佛堂印譜』、同じく今尾景年の『養素齋印譜』は章石とその一門が鈐印して仕立てた印譜である。門弟に水野東洞などがいる。